# Pastel de Chaves
O pastel de Chaves IGP é um produto de pastelaria de origem portuguesa com Indicação Geográfica Protegida pela União Europeia (UE) desde 27 de maio de 2015. É uma iguaria da cidade portuguesa de Chaves e constitui uma das riquezas gastronómicas da região.
É uma especialidade tradicional constituída por uma espécie de folhado finíssimo de carne picada no interior, com o sabor particular dos ingredientes da própria região.
Existem agora novas variações do pastel de Chaves em alternativa à carne picada como chocolate e queijo e fiambre. Existem também em miniaturas.
Para quem quiser assar em casa, o truque é ter o forno bem quente e virar a parte folhada para cima e/ou para a ventoinha. Assim, o pastel fica aberto e estaladiço.

## História
No início de 2012, o pastel de Chaves recebeu a nível nacional, em Diário da República, a Indicação Geográfica Protegida.
Em  02 de julho de 2013 foi apresentado pedido de registo ao nível da União Europeia tendo o seu registo sido efectivado a 27 de maio de 2015.
Aquando do reconhecimento a nível nacional, perto de 3 dezenas de unidades eram responsáveis por uma produção que ultrapassava os 25 000 pastéis por dia.. 